# Mangrovehäger
Mangrovehäger (Butorides atricapilla) är en fågel i familjen hägrar inom ordningen pelikanfåglar med mycket vid utbredning.

## Utbredning och systematik
Mangrovehäger har en mycket vid utbredning i Asien, Afrika och Oceanien. Den delas in i hela 20 underarter, med följande utbredning:
- Butorides atricapilla atricapilla – Afrika söder om Sahara
- Butorides atricapilla brevipes – runt om Röda havet och i Somalia
- Butorides atricapilla rutenbergi – Madagaskar och Réunion
- Butorides atricapilla rhizophorae – Komorerna
- Butorides atricapilla crawfordi – Aldabra och Amirante
- Butorides atricapilla degens – nordöstra Seychellerna
- Butorides atricapilla albolimbata – Chagosarkipelagen, inklusive Diego Garcia, Brittiska territoriet i Indiska oceanen samt i Maldiverna
- Butorides atricapilla spodiogaster – Andamanerna, Nikobarerna och öar utanför västra Sumatra
- Butorides atricapilla amurensis – sydöstra Sibirien, nordöstra Kina och Japan
- Butorides atricapilla actophila – östra Kina till norra Vietnam och norra Myanmar
- Butorides atricapilla javanica – Pakistan, Indien och Sri Lanka till Thailand, Filippinerna, Stora Sundaöarna och Sulawesi
- Butorides atricapilla steini – Små Sundaöarna
- Butorides atricapilla moluccarum – Moluckerna
- Butorides atricapilla papuensis – nordvästra Nya Guinea
- Butorides atricapilla idenburgi – norra Nya Guinea
- Butorides atricapilla flyensis – sydcentrala och sydöstra Nya Guinea
- Butorides atricapilla macrorhyncha – östra och nordöstra Australien samt Nya Kaledonien
- Butorides atricapilla stagnatilis – kustnära nordvästra och nordcentrala Australien
- Butorides atricapilla patruelis – på Tahiti (Sällskapsöarna)
- Butorides atricapilla solomonensis – Melanesien (från New Hanover till Salomonöarna (utom Rennell) samt Vanuatu till Fiji

Systematiken inom släktet Butorides har varit synnerligen omstritt, men har traditionellt delats in i två arter: dels nordamerikanska grönryggig häger (Butorides virescens) och mangrovehäger (Butorides striata) med utbredning i både Sydamerika, Afrika, Asien, Australien och Oceanien. Fåglar med intermediärt utseende i norra Sydamerika har använts som argument att hybridisering förekommer och att grönryggig häger och mangrovehäger borde betraktas som en och samma art. Men inga blandhäckningar är kända från områden där de möts och de intermediära fåglarna anses vara inom variationen för striata. Mangrovehägern i sig har föreslagits utgöra flera arter, eftersom det vinröda bröstet, den största artskiljande karaktären för grönryggig häger, också återfinns i bestånd av mangrovehäger i Gamla världen. Den mörka populationen på Galápagosöarna har också väckt huvudbry och urskilts antingen som egen art, galápagoshäger (Butorides sundevalli), eller som en del av mangrovehägern baserat på förekomsten av striata-lika fåglar på några av öarna och blandformer dem emellan. 
Genetiska studier från 2023 av så kallade ultrakonserverade element (UCE) i kärn-DNA samt även mitokondrie-DNA visar, ttillsammans med morfologiska jämförelser, att släktet kan delas in i fyra tydliga klader: galápagoshäger, grönryggig häger, mangrovehägrar i Sydamerika (nominatformen striata) och mangrovehägrar i övriga världen. Enligt analysen av kärn-DNA är den senare kladen dessutom systergrupp till övriga och galápagoshägern är närmast släkt med grönryggig häger, inte sydamerikanska mangrovehägrar. Vidare tillhör den ljusa populationen på öarna inte striata som man tidigare trott utan är en del av galápagoshägern, som alltså är en kraftigt polymorfisk art. De fyra kladerna skiljer sig åt i tarslängd och galápagoshägern har en unikt kraftig näbb, sannolikt en anpassning till en avvikande föda med större inslag av kräftdjur. Att galápagoshägern står närmast den geografiskt mer avlägsna arten grönryggig häger kan enligt Mendales förklaras av att sundevalli har sitt ursprung i felflugna virescens – olikt striata är vissa bestånd av grönryggig häger flyttfåglar. En liknande förklarlingsmodell finns för ursprunget till galápagosvråken som genetiskt står närmast nordamerikanska flyttfågeln prärievråk.
Studien har lett till att släktet delats in i fyra arter: gálapagoshäger, grönryggig häger, sydamerikanska strimhägern och mangrovehäger, den senare med det nya vetenskapliga artnamnet atricapilla. Även mangrovehäger i begränsad mening kan bestå av olika arter, men där är resultaten delvis motsägande och Mendales rekommenderar att fler studier behövs.

## Utseende
Mangrovehägern är en liten och långnäbbad häger med kroppslängd på 40–48 centimeter och vingbredden 52–63 centimeter. Den ger olika intryck beroende på humör: kompakt och satt när den är lugn, smalhalsad när den är oroad. Generellt ger den ett mörkt intryck, med bly-, silver- eller brungrå ovansida med brunkantade vingfjädrar. Sidan av halsen varierar från mättat rödbrunt till ljust beigegrå. Ungfågeln är mindre och mer långnäbbad än ung natthäger med grovt bandad hals och vitfläckig ovansida.

## Status och hot
Internationella naturvårdsunionen IUCN behandlar arterna i släktet Butorides som en och samma art, varför bedömningen av dess hotstatus utgår från hela populationen sammantaget. Arten har ett stort utbredningsområde och en stor population, men tros minska i antal, dock inte tillräckligt kraftigt för att den ska betraktas som hotad. IUCN kategoriserar därför arten som livskraftig (LC). Mangrovehägern hotas av habitatförstörelse, bekämpningsmedel och störningar.

## Bilder

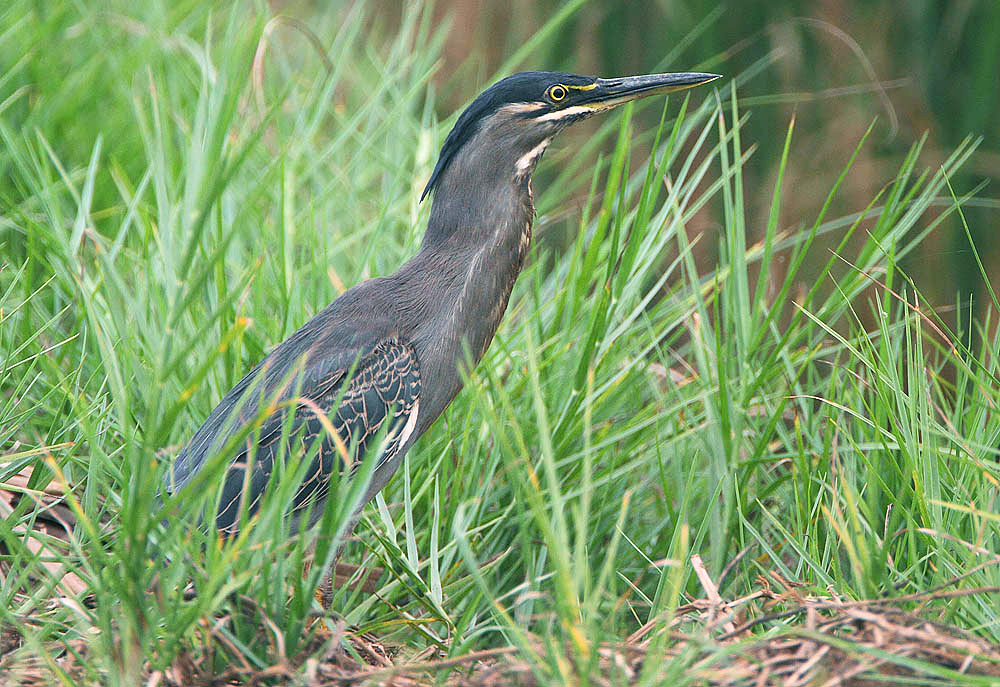
Adult, rödbrun morf
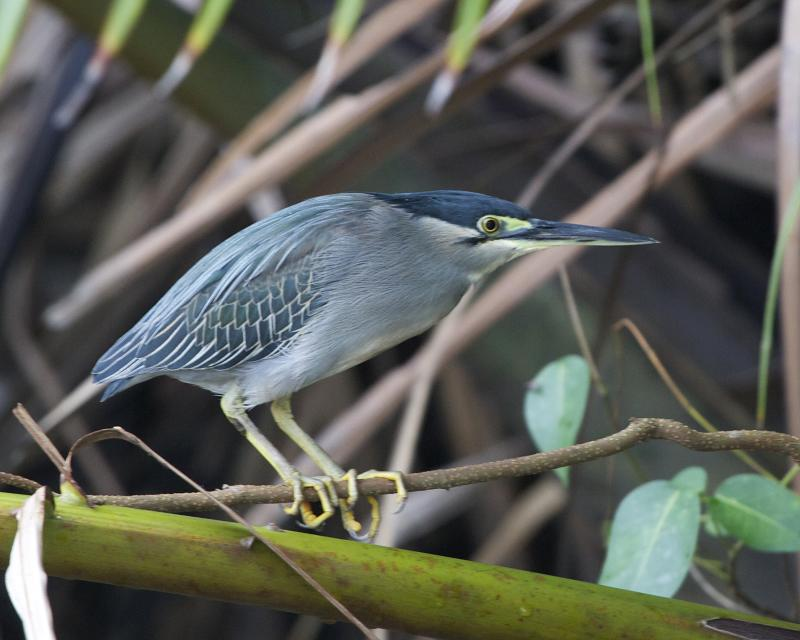